# Narcissus papyraceus subsp. panizzianus
Narcissus papyraceus subsp. panizzianus es una especie herbácea, perenne y bulbosa perteneciente a la familia de las amarilidáceas. Es originaria de Portugal, suroeste de España, Francia e Italia.

## Descripción
Es una planta bulbosa con las flores de color blanco. La inflorescencia contiene hasta 20 flores fuertemente perfumadas en una umbela. Se distribuyen desde el sur de Europa al norte de África.

## Taxonomía
Narcissus papyraceus subsp. panizzianus fue descrita por (Parl.) Arcang. y publicado en Compendio della Flora Italiana ed. 2: 148, en el año 1894.
Etimología
Narcissus nombre genérico que hace referencia  del joven narcisista de la mitología griega Νάρκισσος (Narkissos) hijo del dios río Cephissus y de la ninfa Leiriope; que se distinguía por su belleza. 
El nombre deriva de la palabra griega: ναρκὰο, narkào (= narcótico) y se refiere al olor penetrante y embriagante de las flores de algunas especies (algunos sostienen que la palabra deriva de la palabra persa نرگس y que se pronuncia Nargis, que indica que esta planta es embriagadora). 
papyraceus: epíteto latino que significa "como papel".
Sinonimia
- Narcissus panizzianus Parl., Fl. Ital. 3: 128 (1858).
- Narcissus tazetta var. panizzianus (Parl.) Baker, Gard. Chron. 1869: 1015 (1869).
- Narcissus papyraceus var. panizzianus (Parl.) Nyman, Consp. Fl. Eur.: 711 (1882).
- Narcissus tazetta subsp. panizzianus (Parl.) Baker, Handb. Amaryll.: 8 (1888).
- Narcissus barlae Parl., Fl. Ital. 3: 129 (1858).
- Narcissus papyraceus subsp. barlae (Parl.) Nyman, Consp. Fl. Eur.: 711 (1882).[4]

1. ↑  Narcissus papyraceus subsp. panizzianus en PacificBulbSociety
2. ↑  Narcissus papyraceus subsp. panizzianus en Trópicos
3. ↑  En Epítetos Botánicos
4. ↑  Narcissus papyraceus subsp. panizzianus en PlantList